# 贝里 (朗德省)
贝里（法語：Beyries，法語發音：[beʁi]）是法国朗德省的一个市镇，属于达克斯区。

## 地理
贝里（43°34'18"N, 0°38'16"W）面积4.29 平方千米，位于法国新阿基坦大区朗德省，该省份为法国西南部沿海省份，是法國本土面积第二大的省，北起吉倫特省，西临大西洋，南至大西洋比利牛斯省，东临热尔省，东北与洛特-加龍省接壤。
与贝里接壤的市镇（或旧市镇、城区）包括：阿尔热洛斯、巴塞尔克勒、卡斯泰尼奥苏斯朗、索德纳瓦耶。

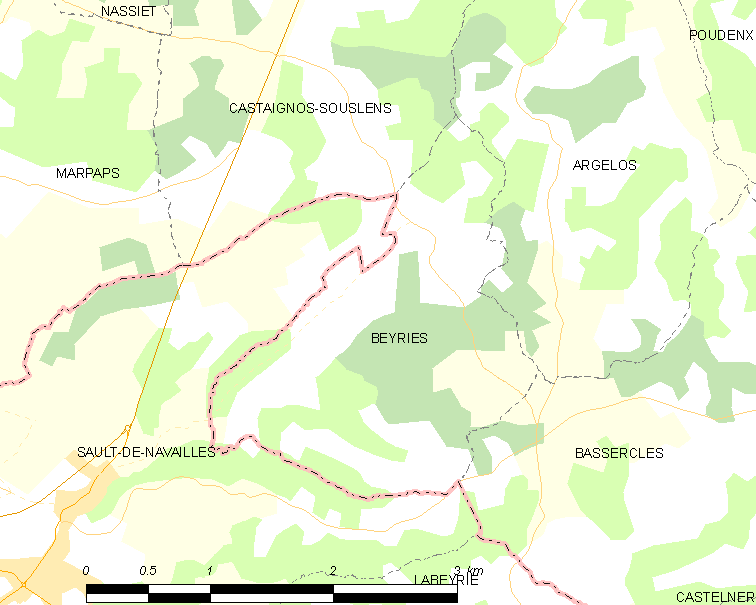
的OSM定位图

贝里的时区为UTC+01:00、UTC+02:00（夏令时）。

## 行政
贝里的邮政编码为40700，INSEE市镇编码为40041。

## 政治
贝里所属的省级选区为沙洛斯山坡县。

## 人口

1962-2008年间人口变化图示

贝里于2022年1月1日时的人口数量为123人。